# Adil Kaouch
Adil Kaouch (arabisch عادل كاوش‎; * 1. Januar 1979 in Ksar-el-Kebir, Tanger-Tétouan) ist ein marokkanischer Mittelstreckenläufer, der sich auf die 1500-Meter-Strecke spezialisiert hat.

## Leben
1998 wurde er Juniorenweltmeister. 1999 wurde er Siebter bei den Hallenweltmeisterschaften in Maebashi und Elfter bei den Weltmeisterschaften in Sevilla.
Bei den Olympischen Spielen 2000 in Sydney schied er im Halbfinale aus. 2001 wurde er Siebter bei den Hallenweltmeisterschaften und Elfter bei den Weltmeisterschaften in Edmonton, und bei den Olympischen Spielen 2004 in Athen kam er auf den neunten Platz.
Bei den Leichtathletik-Weltmeisterschaften 2005 in Helsinki gewann er Silber über 1500 m. Im Jahr darauf holte er bei den Crosslauf-Weltmeisterschaften 2006 Bronze auf der Kurzstrecke und Silber bei den Leichtathletik-Afrikameisterschaften 2006.
Nachdem bei einem im Rahmen des Golden-League-Meetings in Rom am 13. Juli 2007 durchgeführten Dopingtest rh-EPO festgestellt worden war, wurde er wegen Dopings für zwei Jahre gesperrt.
Adil Kaouch ist 1,70 m groß und wiegt 62 kg.

## Persönliche Bestleistungen
- 1500 m: 3:31,10 min, 14. Juli 2006, Rom
- 1 Meile: 3:51,14 min, 15. Juni 2007, Oslo
- 3000 m: 7:39,52 min, 28. Mai 1999, Sevilla

## Einzelnachweis
1. ↑  IAAF: Doping Rule Violation (Memento vom 17. Januar 2012 im Internet Archive). 8. Oktober 2007

| Personendaten    | Personendaten                       |
| ---------------- | ----------------------------------- |
| NAME             | Kaouch, Adil                        |
| KURZBESCHREIBUNG | marokkanischer Mittelstreckenläufer |
| GEBURTSDATUM     | 1. Januar 1979                      |
| GEBURTSORT       | Ksar-el-Kebir, Tanger-Tétouan       |